# جيمس بوند (متسابق دراجات نارية)
جيمس بوند (بالإنجليزية: James Bond)‏ هو متسابق دراجات نارية بريطاني، ولد في 5 يوليو 1938 في Sutton Coldfield ‏ في المملكة المتحدة.